# Philippe Dupouy (astronome)
Pour les articles homonymes, voir Dupouy.
Philippe Dupouy (né en 1952) est un astronome amateur qui a fondé l'observatoire de Dax en 1978. Il a construit un planétarium montrant plus de 1000 étoiles et a joué un rôle clé dans le développement du télescope T60 au Pic du Midi.
Avec Michel Meunier, il est le premier amateur à découvrir une comète, en l'occurrence C/1997 J2 (Meunier-Dupouy), à l'aide d'un télescope télécommandé. L'astéroïde (214485) Dupouy a été nommé en son honneur.
| (44263) Nansouty | 28 août 1998 |
| (175726) Borda   | 29 août 1997 |